# 蒂肖明戈 (密西西比州)
蒂肖明戈（英語：Tishomingo）是位於美國密西西比州蒂肖明戈縣的城鎮。

## 人口
根據2020年美國人口普查的數據，蒂肖明戈的面積為2.21平方千米，皆為陸地。當地共有人口370人，而人口密度為每平方千米167人。